# Slammy Award 2008
De Slammy Award 2008, waarbij prijzen werden uitgereikt in verschillende categorieën voor de beste professionele worstelaars van World Wrestling Entertainment, vond plaats op 8 december 2008 in het Wachovia Center in Philadelphia (Pennsylvania).

## Prijzen
| Poll                           | Gepresenteerd door             | Resultaten |
| ------------------------------ | ------------------------------ | --- |
| Superstar of the Year          | Stephanie McMahon              | - Chris Jericho - Batista - Edge - Jeff Hardy - John Cena - Triple H |
| Match of the Year              | Mr. Kennedy en Eve Torres      | - Ric Flair vs. Shawn Michaels - WrestleMania XXIV - Royal Rumble match - Royal Rumble 2008 - Money in the Bank ladder match: CM Punk vs. Chris Jericho vs. John Morrison vs. Montel Vontavious Porter vs. Carlito vs. Mr. Kennedy vs. Shelton Benjamin - WrestleMania XXIV - Hell in a Cell match: The Undertaker vs. Edge - SummerSlam |
| Diva of the Year               | Theodore Long en Melina        | - Beth Phoenix - Kelly Kelly - Michelle McCool - Mickie James |
| "O M G!" Moment of the Year    | Joey Styles en Alicia Fox      | - CM Punk diende zijn Money in the Bank koffer in en versloeg Edge voor het World Heavyweight Championship - John Cena maakte zijn terugkeer op Royal Rumble - Floyd Mayweather Jr. sloeg The Big Show en brak zijn neus op No Way Out - The Undertaker stuurde Edge naar de hel op SummerSlam |
| Couple of the Year             | Kane en Kelly Kelly            | - Edge en Vickie Guerrero - Santino Marella en Beth Phoenix - William Regal en Layla - Finlay en Hornswoggle |
| Tag Team of the Year           | Festus en Maria                | - John Morrison en The Miz - Priceless - Cryme Tyme - The Colóns |
| Finishing Maneuver of the Year | Cryme Tyme en Candice Michelle | - Shooting Star Press (Evan Bourne) - RKO (Randy Orton) - Hell's Gate (The Undertaker) - Knockout Punch (The Big Show) |
| "Damn!" Moment of the Year     | Ron Simmons en Mickie James    | - The Great Khali presenteerde de Kiss Cam - CM Punk viel Chavo Guerrero aan verkleed als Mariachibandlid - Jim Ross kleedde zich op als zeeman voor Halloween - Santino Marella accepteerde Melina's entree |
| Extreme Moment of the Year     | Matt Hardy en Tiffany          | - Jeff Hardy deelde vanuit de top van de Raw-decors een "Swantom Bomb" uit aan Randy Orton (Raw, 14 januari) - Edge duwde The Undertaker van de ladder en belandde tegen verscheidene tafels (One Night Stand) - Chris Jericho duwde Shawn Michaelss hoofd tegen de "Jeritron 6000 HD" (Raw, June 9) - John "Bradshaw" Layfield gooide John Cena van de stage en gooide hem vervolgens doorheen de voorruit van de auto (The Great American Bash) |
| Best WWE.com Exclusive         | WWE.com                        | - John Morrison en The Miz presenteerden de "The Dirt Sheet" - Cryme Tyme's "Word Up!" - Santino's Casa - Out-think The Fink |
| Breakout Star of the Year      | WWE.com                        | - Vladimir Kozlov - Kofi Kingston - Evan Bourne - Ted DiBiase |
| Best Musical Performance       | WWE.com                        | - R-Truth - "What's Up?" - Santino Marella - "Santino rapping to Akon" - Edge - "Heaven" - John Morrison en The Miz - "Mizfits and Mofos" |
| Announce Team of the Year      | WWE.com                        | - Todd Grisham en Matt Striker (ECW) - Michael Sean Coulthard en Jerry Lawler (Raw) - Jim Ross en Tazz (SmackDown) |
| Best Impersonation             | WWE.com                        | - Charlie Haas als "The GlamaHaas" - Charlie Haas als "Haas Hogan" - Charlie Haas als "Charlie Haas Layfield" - Charlie Haas als "Mr. (Im)Perfect" |